# Борис и Руфус
Борис и Руфус (порт. Boris e Rufus) — бразильский мультсериал, разработанный при поддержке BNDES в рамках программы Procult. Мультсериал производится Belli Studio и транслируется на Disney XD со 2 января 2018 года в Бразилии и со 2 апреля 2018 года в Латинской Америке, с одним сезоном из 26 серий по 11 минут каждую.
12 августа 2021 года мультсериал был подтверждён как одна из новинок SBT Vídeos вместе с фильмами от дистрибьютора A2 Filmes.
Премьера мультсериала на телеканале TV Cultura состоялась 4 июня 2018 года.
В России мультсериал транслировался на канале Disney с 9 августа 2021 года по 6 января 2022 года.

## Синопсис
Сериал рассказывает о жизни и злоключениях на заднем дворе, где живут сварливый пес по имени Борис и его друг-хорёк Руфус, который считает себя собакой. Они живут с мальчиком Энцо, мальчиком, очарованным своим соседом, владельцем высокомерного известного в Интернете кота по имени Леопольд. Когда у них нет хозяев дома, животные бродят по Интернету и готовят различные приключения и смятения.